# David McCullough
David Gaub McCullough (Pittsburgh (Pennsylvania), 7 juli 1933 – Hingham (Massachusetts), 7 augustus 2022) was een Amerikaans auteur en geschiedkundige.

## Biografie
McCullough behaalde een diploma in Engelse literatuur aan de Yale-universiteit. Hij is tweevoudig winnaar van de Pulitzerprijs en de National Book Award en ontvanger van de Presidential Medal of Freedom, de hoogste burgerlijke onderscheiding in de Verenigde Staten.
Hij overleed op 89-jarige leeftijd.